# باول هنت
باول هنت (بالإنجليزية: Paul Hunt)‏ هو لاعب كرة قدم بريطاني في مركز الهجوم، ولد في 8 أكتوبر 1970 في سويندون في المملكة المتحدة. لعب مع سويندون تاون وفوريست غرين وكارديف سيتي ونادي آبريستويث تاون ونادي باث سيتي ونادي بران ونادي بريستول روفيرز ونادي غلوستر سيتي.

## وصلات خارجية
- باول هنت على موقع قاعدة بيانات كرة القدم.إي يو (الإنجليزية)
- باول هنت على موقع Soccerbase.com (لاعب) (الإنجليزية)